# Roger Gauthier (homme politique)
 (mars 2023).
Si vous disposez d'ouvrages ou d'articles de référence ou si vous connaissez des sites web de qualité traitant du thème abordé ici, merci de compléter l'article en donnant les références utiles à sa vérifiabilité et en les liant à la section « Notes et références ».
Pour les articles homonymes, voir Roger Gauthier et Gauthier.
Roger Gauthier, né le 5 décembre 1934 à Hayange (Moselle) et mort le 24 novembre 2022 au Lavandou, est un homme politique français.

## Détail des fonctions et des mandats
Mandats parlementaires
- 13 janvier 1983 - 23 juillet 1984 : Député européen
- 20 mars 1986 - 24 juillet 1989 : Député européen